# Fechtebenkogel
Fechtebenkogel är en bergstopp i Österrike.   Den ligger i distriktet Lienz och förbundslandet Tyrolen, i den centrala delen av landet, 300 km väster om huvudstaden Wien. Toppen på Fechtebenkogel är 2 867 meter över havet.
Terrängen runt Fechtebenkogel är bergig. Närmaste större samhälle är Mittersill, 14,8 km norr om Fechtebenkogel. 
Trakten runt Fechtebenkogel består i huvudsak av gräsmarker. Runt Fechtebenkogel är det ganska glesbefolkat, med 32 invånare per kvadratkilometer.